# Izhar Cohen
Izhar Cohen (Giv'atayim, 13 marzo 1951) è un cantante e attore israeliano.
Ha vinto l'Eurovision Song Contest 1978 assieme al gruppo Alphabeta con A-Ba-Ni-Bi.
Torna di nuovo all'Eurovision Song Contest 1985 dove si classifica quinto con Olé, olé.